# Tanca per a gossos
Una tanca per a mascotes o frontera sense barreres és un sistema electrònic dissenyat per mantenir a un gos o una altra mascota dins d'un límit predefinit sense fer ús d'una barrera física. La mascota ha de portar un collaret electrònic que subministra una descàrrega elèctrica lleu si s'ignora el seu so d'avís i es roman prop del límit.

## Tecnologia
La mascota porta un collaret, que emet un so d'avís quan la mascota s'acosta al límit. Si l'advertiment és ignorat i la mascota creua més enllà dels límits de la tanca, la mascota rep una lleu descàrrega elèctrica en el coll. L'impuls subministrat a la mascota pot ser aplicat amb major freqüència i amb major força a mesura que l'animal s'acosta al límit. La mascota aviat aprèn a evitar la ubicació de la tanca invisible, i així es té una barrera virtual prou eficaç. Els animals (incloent-hi éssers humans) que no portin el collaret no es veuen afectats pels límits definits.
Encara que es denomina "tanca", aquest sistema de límits desprotegits es defineix més adequadament com a "sistema electrònic de contenció de mascotes". En anàlisi de costos han demostrat ser molt més barates i més estètiques que les tanques físiques. No obstant això, una tanca electrònica deixa de ser eficaç si un animal salta el límit, en un estat d'excitació. Les tanques per a mascotes també s'utilitzen de vegades per contenir bestiar en llocs en els quals el clos agrícola ordinari és il·legal o no és apropiat.

## Variants
En alguns sistemes de tanques per a mascota, hi ha un cable (que pot estar enterrat) que emet una ona de ràdio que activa el collaret receptor quan està prop d'ell. Altres tanques de mascotes són sense fils, en lloc d'utilitzar un cable subterrani, emeten un senyal de radi des d'una unitat central, i s'activen quan la mascota viatja més enllà del radi d'abast de la unitat emissora (ajustable a distància determinada).
Hi ha altres sistemes de tanca, en els quals el collaret utilitza senyals GPS per determinar la proximitat a una "tanca virtual" prefixada, sense necessitat de cap instal·lació física en absolut. Aquest sistema permet una certa flexibilitat addicional, com la inclusió d'"illes" dins de l'àrea de contenció, i un canvi més fàcil dels límits de la frontera, a pesar que la ubicació de la frontera no és tan precisa a causa de les toleràncies del sistema GPS.

### Tanca a un metre
Una tanca a un metre és un sistema electrònic per evitar que les mascotes se separin gaire de la zona marcada. Un filferro enterrat al voltant de la zona a ser usada és energitzat amb senyals codificats. Un collaret de xoc en el coll de la mascota rep aquests senyals. Quan la mascota s'aproxima a la línia de la tanca subterrània, el collaret emet un so d'advertiment i si no retrocedeix dona la mascota una descàrrega elèctrica inofensiva. Una marca popular afirma haver fet més de tres milions d'instal·lacions.
El primer sistema de clos subterrani comercial per contenir a les mascotes de casa dins d'una àrea predeterminada va ser patentat per Richard Peck en 1974, fundador d'Invisible Fence Company. La "tanca a un metre" de Peck fou  també el primer sistema de contenció sense fronteres utilitzat per contenir al bestiar. L'any 1987 Peck va aconseguir contenir cabres domèstiques en una àrea limitada usant collarets destinats a gossos domèstics. Invisible Fence, Inc. és propietat de Ràdio Systems Corporation.

## Desavantatges
Les tanques subterrànies no poden excloure altres animals del límit predeterminat. Un gos retingut dins d'una "tanca a un metre" encara pot ser presa d'un gos gran o coiot, o fins i tot d'una persona que vulgui fustigar o robar animals.Aquest tipus de barrera no té cap mecanisme d'alerta per als éssers humans que poden passejar distretament dins del perímetre, fent-los més susceptibles a les mossegades de gos o als atacs. Aquest tipus de tanca tampoc està lliure de manteniment; aquest sistema només pot funcionar si les piles del collaret de l'animal estan funcionant correctament. Finalment la "barrera virtual" no és acceptada de la mateixa manera per cada animal. Alguns gossos, una vegada escarmentats, agafen por de passejar pels seus jardins temorosos a ser sorpresos per una descàrrega.
Segons l'advocat Kenneth Phillips, les tanques electròniques tenen el desavantatge que els nens (o persones majors) continuen sent capaços d'acostar-se als gossos o als animals que estan limitats dins d'una barrera d'aquest tipus, que pot fer que l'animal confinat sembli més mans del que realment és.  A més a més, una tanca electrònica perd la seva efectivitat si un animal creua la frontera d'un salt, estant en un estat d'excitació, a partir d'aquest moment la barrera virtual li impedirà entrar a la zona fitada.